# Суперкубок Гібралтару з футболу 2005
Суперкубок Гібралтару з футболу 2005 — 6-й розіграш турніру. Матч відбувся 1 жовтня 2005 року між чемпіоном і володарем кубка Гібралтару клубом Ньюкасл та віце-чемпіоном Гібралтару клубом Ґласіс Юнайтед.
| Володар Суперкубка Гібралтару 2005 |
| ---------------------------------- |
|                                    |
| Ґласіс Юнайтед Другий титул        |

## Матч

### Деталі
| 1 жовтня 2005 |

| Ньюкасл | 1:1 пен. | Ґласіс Юнайтед |
| ------- | -------- | -------------- |
|         |          |                |

| Вікторія, Гібралтар |